# Nemunaitis
Nemunaitis (ryska: Нямунайтис) är en ort i Litauen. Den ligger i den södra delen av landet, 90 km sydväst om huvudstaden Vilnius. Nemunaitis ligger 90 meter över havet och antalet invånare är 218.
Terrängen runt Nemunaitis är huvudsakligen platt. Nemunaitis ligger nere i en dal. Runt Nemunaitis är det ganska glesbefolkat, med 24 invånare per kvadratkilometer. Närmaste större samhälle är Alytus, 11,2 km norr om Nemunaitis. I omgivningarna runt Nemunaitis växer i huvudsak blandskog.